# Gotlands södra domsagas valkrets
Gotlands läns södra domsagas valkrets var i riksdagsvalen till andra kammaren 1866–1908 en egen valkrets med ett mandat. Valkretsen, som omfattade landsbygden på södra Gotland (Gotlands södra domsaga), avskaffades vid införandet av proportionellt valsystem i valet 1911 och uppgick då i Gotlands läns valkrets.

## Riksdagsmän
- Olof Lagergren (1/1–7/3 1867; valet upphävt)
- Ludvig Norrby, lmp (8/5 1867–1872)
- Anton Julius Lyth, c (1873–15/5 1886)
- Ludvig Norrby, lmp 1887, nya lmp 1888–1894, lmp 1895–1896 (1887–1896)
- August Sundblad, lmp (1897–1902)
- Nils Broander, lmp (1903–1905)
- Emanuel Svallingson, lmp (1906–1911)

## Valresultat

### 1896
| Andrakammarvalet i Sverige 1896: Gotlands södra domsagas valkrets | Andrakammarvalet i Sverige 1896: Gotlands södra domsagas valkrets | Andrakammarvalet i Sverige 1896: Gotlands södra domsagas valkrets | Andrakammarvalet i Sverige 1896: Gotlands södra domsagas valkrets | Andrakammarvalet i Sverige 1896: Gotlands södra domsagas valkrets |
| Kandidat                                                          | Kandidat                                                          | Röster                                                            | Röster                                                            | Röster                                                            |
| Kandidat                                                          | Kandidat                                                          | Antal                                                             | %                                                                 | +− %                                                              |
| ----------------------------------------------------------------- | ----------------------------------------------------------------- | ----------------------------------------------------------------- | ----------------------------------------------------------------- | ----------------------------------------------------------------- |
|                                                                   | August Sundblad                                                   | 735                                                               | 67,4                                                              |                                                                   |
|                                                                   | J. Johansson i Gardarve                                           | 297                                                               | 27,3                                                              |                                                                   |
|                                                                   | Övriga kandidater                                                 | 58                                                                | 5,3                                                               | —                                                                 |
| Antal giltiga röster                                              | Antal giltiga röster                                              | 1,090                                                             |                                                                   |                                                                   |
| Kasserade röster                                                  | Kasserade röster                                                  | 68                                                                |                                                                   |                                                                   |
| Totalt                                                            | Totalt                                                            | 1,158                                                             |                                                                   |                                                                   |

Valdeltagandet var 48,2%.

### 1899
| Andrakammarvalet i Sverige 1899: Gotlands södra domsagas valkrets | Andrakammarvalet i Sverige 1899: Gotlands södra domsagas valkrets | Andrakammarvalet i Sverige 1899: Gotlands södra domsagas valkrets | Andrakammarvalet i Sverige 1899: Gotlands södra domsagas valkrets | Andrakammarvalet i Sverige 1899: Gotlands södra domsagas valkrets |
| Kandidat                                                          | Kandidat                                                          | Röster                                                            | Röster                                                            | Röster                                                            |
| Kandidat                                                          | Kandidat                                                          | Antal                                                             | %                                                                 | +− %                                                              |
| ----------------------------------------------------------------- | ----------------------------------------------------------------- | ----------------------------------------------------------------- | ----------------------------------------------------------------- | ----------------------------------------------------------------- |
|                                                                   | August Sundblad                                                   | 392                                                               | 86,9                                                              | ▲19,5%                                                            |
|                                                                   | Johansson i Bosarve                                               | 46                                                                | 10,2                                                              |                                                                   |
|                                                                   | Övriga kandidater                                                 | 13                                                                | 2,9                                                               | —                                                                 |
| Antal giltiga röster                                              | Antal giltiga röster                                              | 451                                                               |                                                                   |                                                                   |
| Kasserade röster                                                  | Kasserade röster                                                  | 1                                                                 |                                                                   |                                                                   |
| Totalt                                                            | Totalt                                                            | 452                                                               |                                                                   |                                                                   |

Valet ägde rum den 16 augusti 1899. Valdeltagandet var 18,7%.

### 1902
| Andrakammarvalet i Sverige 1902: Gotlands södra domsagas valkrets | Andrakammarvalet i Sverige 1902: Gotlands södra domsagas valkrets | Andrakammarvalet i Sverige 1902: Gotlands södra domsagas valkrets | Andrakammarvalet i Sverige 1902: Gotlands södra domsagas valkrets | Andrakammarvalet i Sverige 1902: Gotlands södra domsagas valkrets |
| Kandidat                                                          | Kandidat                                                          | Röster                                                            | Röster                                                            | Röster                                                            |
| Kandidat                                                          | Kandidat                                                          | Antal                                                             | %                                                                 | +− %                                                              |
| ----------------------------------------------------------------- | ----------------------------------------------------------------- | ----------------------------------------------------------------- | ----------------------------------------------------------------- | ----------------------------------------------------------------- |
|                                                                   | Nils Broander                                                     | 455                                                               | 58,9                                                              |                                                                   |
|                                                                   | Närmaste kandidat                                                 | 126                                                               | 16,3                                                              |                                                                   |
|                                                                   | Övriga kandidater                                                 | 192                                                               | 24,8                                                              | —                                                                 |
| Antal giltiga röster                                              | Antal giltiga röster                                              | 773                                                               |                                                                   |                                                                   |
| Kasserade röster                                                  | Kasserade röster                                                  | 8                                                                 |                                                                   |                                                                   |
| Totalt                                                            | Totalt                                                            | 781                                                               |                                                                   |                                                                   |

Valet ägde rum den 15 september 1902. Valdeltagandet var 32,8%.

### 1905
| Andrakammarvalet i Sverige 1905: Gotlands södra domsagas valkrets | Andrakammarvalet i Sverige 1905: Gotlands södra domsagas valkrets | Andrakammarvalet i Sverige 1905: Gotlands södra domsagas valkrets | Andrakammarvalet i Sverige 1905: Gotlands södra domsagas valkrets | Andrakammarvalet i Sverige 1905: Gotlands södra domsagas valkrets |
| Kandidat                                                          | Kandidat                                                          | Röster                                                            | Röster                                                            | Röster                                                            |
| Kandidat                                                          | Kandidat                                                          | Antal                                                             | %                                                                 | +− %                                                              |
| ----------------------------------------------------------------- | ----------------------------------------------------------------- | ----------------------------------------------------------------- | ----------------------------------------------------------------- | ----------------------------------------------------------------- |
|                                                                   | Emanuel Svallingson                                               | 341                                                               | 48,2                                                              |                                                                   |
|                                                                   | J. Johansson i Gardarve                                           | 311                                                               | 43,9                                                              |                                                                   |
|                                                                   | Övriga kandidater                                                 | 56                                                                | 7,9                                                               | —                                                                 |
| Antal giltiga röster                                              | Antal giltiga röster                                              | 708                                                               |                                                                   |                                                                   |
| Kasserade röster                                                  | Kasserade röster                                                  | 6                                                                 |                                                                   |                                                                   |
| Totalt                                                            | Totalt                                                            | 714                                                               |                                                                   |                                                                   |

Valet ägde rum den 11 september 1905. Valdeltagandet var 28,5%.

### 1908
| Andrakammarvalet i Sverige 1908: Gotlands södra domsagas valkrets | Andrakammarvalet i Sverige 1908: Gotlands södra domsagas valkrets | Andrakammarvalet i Sverige 1908: Gotlands södra domsagas valkrets | Andrakammarvalet i Sverige 1908: Gotlands södra domsagas valkrets | Andrakammarvalet i Sverige 1908: Gotlands södra domsagas valkrets |
| Kandidat                                                          | Kandidat                                                          | Röster                                                            | Röster                                                            | Röster                                                            |
| Kandidat                                                          | Kandidat                                                          | Antal                                                             | %                                                                 | +− %                                                              |
| ----------------------------------------------------------------- | ----------------------------------------------------------------- | ----------------------------------------------------------------- | ----------------------------------------------------------------- | ----------------------------------------------------------------- |
|                                                                   | Emanuel Svallingson                                               | 275                                                               | 76,0                                                              | ▲27,8%                                                            |
|                                                                   | Lars Teodor Jakobsson (höger)                                     | 46                                                                | 12,7                                                              |                                                                   |
|                                                                   | Arvid Laurin i Fardhem (höger)                                    | 36                                                                | 9,9                                                               |                                                                   |
|                                                                   | Övriga kandidater                                                 | 5                                                                 | 1,4                                                               | —                                                                 |
| Antal giltiga röster                                              | Antal giltiga röster                                              | 362                                                               |                                                                   |                                                                   |
| Kasserade röster                                                  | Kasserade röster                                                  | 2                                                                 |                                                                   |                                                                   |
| Totalt                                                            | Totalt                                                            | 364                                                               |                                                                   |                                                                   |

Valet ägde rum den 5 september 1908. Valdeltagandet var 13,3%.